# Giponer
Un giponer era un menestral que tenia com a ofici fabricar i vendre gipons (peça de vestir amb mànigues i ajustada al cos, fins a la cintura). A Barcelona, al segle xiv, ja eren agrupats en una confraria. A Girona, el 1388, n'hi havia tres. La seva confraria era subordinada al gremi dels sastres. Al segle xvii a Barcelona i València van fusionar amb el gremi dels sastres.